# Marszałek Senatu Rzeczypospolitej Polskiej

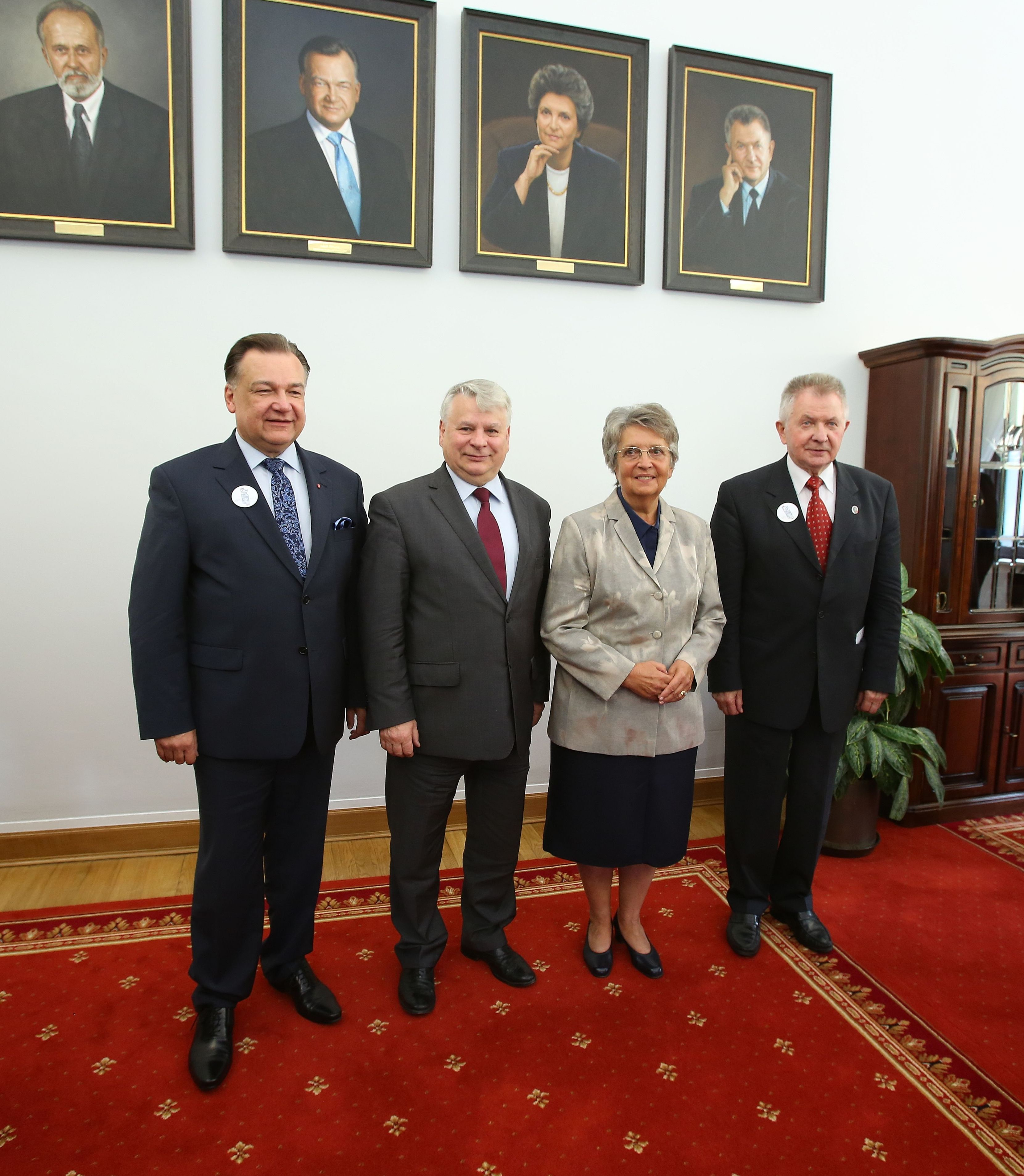
Byli marszałkowie senatu (od lewej): Adam Struzik, Bogdan Borusewicz, Alicja Grześkowiak, Longin Pastusiak w Senacie (2014)

Marszałek Senatu Rzeczypospolitej Polskiej – najwyższy przedstawiciel Senatu Rzeczypospolitej, stojący na straży jego praw i godności. Jest wybierany bezwzględną większością głosów na pierwszym posiedzeniu Senatu.
Obecnie stanowisko Marszałka Senatu RP zajmuje Małgorzata Kidawa-Błońska (wybrana do Senatu z listy Koalicji Obywatelskiej).

## Obowiązki Marszałka Senatu
- stoi na straży praw i godności Senatu,
- reprezentuje Senat,
- prowadzi sprawy z zakresu stosunków z Sejmem, z parlamentami innych krajów, a także z instytucjami oraz innymi organami Unii Europejskiej,
- ustala plan pracy Senatu, po zasięgnięciu opinii Konwentu Seniorów,
- zwołuje posiedzenia Senatu,
- ustala projekt porządku obrad po zasięgnięciu opinii Konwentu Seniorów,
- przewodniczy obradom Senatu i czuwa nad ich przebiegiem,
- zarządza drukowanie ustaw uchwalonych przez Sejm, projektów ustaw, projektów uchwał, opinii Komisji Spraw Unii Europejskiej i innych druków senackich, a także doręczenie ich senatorom,
- nadaje bieg dokumentom przedkładanym w sprawach związanych z członkostwem Rzeczypospolitej Polskiej w Unii,
- sprawuje nadzór nad terminowością prac Senatu i jego organów,
- sprawuje nadzór nad pracami komisji senackich i zleca im rozpatrzenie określonych spraw,
- zwołuje posiedzenia Prezydium Senatu, przewodniczy obradom i kieruje jego pracami,
- zwołuje Konwent Seniorów i przewodniczy jego obradom,
- czuwa nad wykonywaniem wobec Senatu, organów Senatu i senatorów konstytucyjnych i ustawowych obowiązków przez organy państwowe i samorządu terytorialnego, podporządkowane im jednostki oraz inne obowiązane podmioty,
- dokonuje ocen wykonywania przez organy państwowe i samorządu terytorialnego obowiązków wobec Senatu, organów Senatu i senatorów oraz przedstawia te oceny senatorom,
- udziela senatorom pomocy w wykonywaniu mandatu i podejmuje, na ich wniosek, odpowiednie środki zmierzające do załatwienia przedłożonych spraw,
- sprawuje pieczę nad spokojem i porządkiem na całym obszarze należącym do Senatu,
- ustala projekt budżetu Kancelarii Senatu po zasięgnięciu opinii Prezydium Senatu, Komisji Regulaminowej, Etyki i Spraw Senatorskich, a w zakresie opieki nad Polonią oraz Polakami za granicą także Komisji Spraw Emigracji i Łączności z Polakami za Granicą oraz nadzoruje wykonanie budżetu,
- nadaje, w drodze zarządzenia, statut Kancelarii Senatu po zasięgnięciu opinii Prezydium Senatu oraz Komisji Regulaminowej, Etyki i Spraw Senatorskich,
- powołuje i odwołuje Szefa Kancelarii Senatu po zasięgnięciu opinii Prezydium Senatu oraz Komisji Regulaminowej, Etyki i Spraw Senatorskich,
- podejmuje inne czynności wynikające z Regulaminu Senatu,
- wykonuje inne zadania przewidziane w Konstytucji i ustawach (np. wykonuje obowiązki Prezydenta RP, jeżeli Marszałek Sejmu nie może tego robić),
- w przypadku opróżnienia urzędu prezydenta RP jest drugą osobą (po Marszałku Sejmu), która może sprawować obowiązki prezydenckie do czasu wyłonienia nowego prezydenta w wyborach powszechnych,
- podpisuje w imieniu Senatu pisma do adresatów zewnętrznych,
- może upoważnić senatora lub grupę senatorów do wykonywania określonych czynności[2],
- wraz z Marszałkiem Sejmu wyraża opinię dotyczącą skrócenia kadencji Sejmu.